# Civet de langouste
Le civet de langouste est un mets traditionnel de la Catalogne française (Collioure, Vallespir, Conflent, etc.), cuisiné au vin doux naturel de Banyuls.

## Tradition
La llagostada, nom catalan du civet de langouste, est sur toutes les tables de la Côte Vermeille, le 15 août. 

## Ingrédients
Outre des langoustes et le banyuls, la préparation de ce mets nécessite huile d'olive, cognac, fumet de poisson, sofregit, beurre manié, sel et poivre.

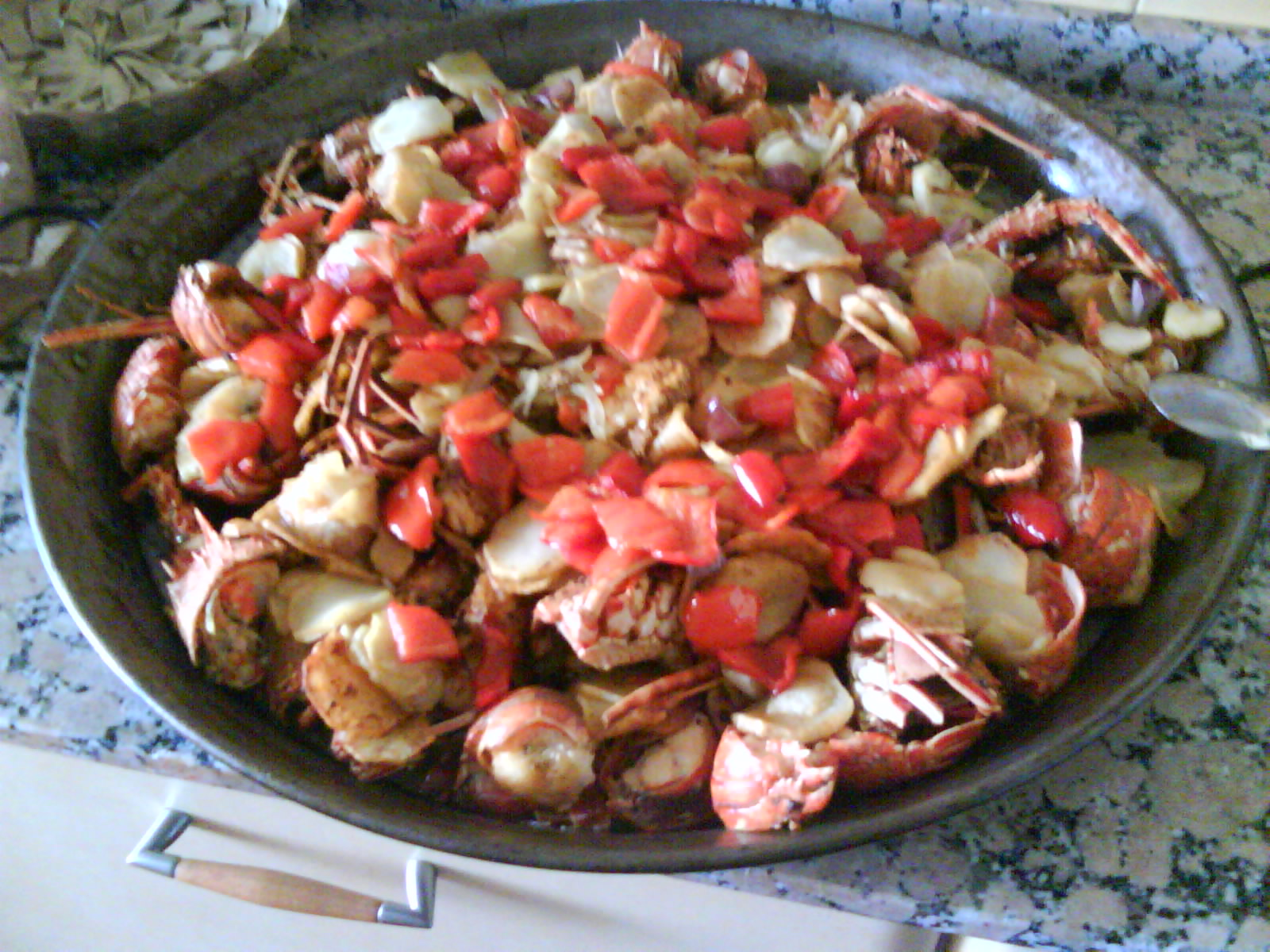
Préparation du civet de langouste.

## Préparation
Les langoustes tronçonnées sont mises à suer, puis flambées et mouillées au banyuls. Le sofregit, porté à ébullition, est versé sur cette préparation. L'ensemble est mis alors à mijoter. Le corail et les parties crémeuses des langoustes sont mixées jusqu'à l'obtention d'une pâte très fine. La sauce est liée hors du feu avec le beurre manié ; dès qu'elle nappe la cuillère, elle est versée sur les langoustes.

## Accord mets/vin
Traditionnellement, ce mets est servi avec un côtes-du-roussillon villages.